# Buslijn 4 (Groningen-Roden)
De Groningse buslijn 4 is een buslijn van Qbuzz in de concessie Groningen-Drenthe. De bus rijdt volgens de formule van Q-link, een netwerk van zeven HOV-lijnen die de binnenstad van Groningen verbinden met de omliggende dorpen. Lijn 4 heeft hierbij de route van Roden naar de Groningse wijk Beijum. Tussen P+R Hoogkerk en UMCG Noord is de lijn gebundeld met lijn 3 Leek-Ruischerbrug.  
De huidige lijn doet op de route Peize, Peizermade, P+R Hoogkerk, het Hoofdstation, de Binnenstad, het UMCG, de Korrewegwijk, P+R Kardinge en Lewenborg aan. De lijn wordt gereden met de gelede bus Heuliez GX 437 en daarvoor met de gelede bus Mercedes-Benz Citaro G en extra lange gelede bus Mercedes-Benz CapaCity.  

## Geschiedenis
De huidige lijn 4 is ontstaan door het combineren van het oostelijk deel van stadsbus lijn 6 en het westelijk deel van Qliner 317, het traject naar Nieuw Roden kwam echter te vervallen. Het gedeelte van Qliner 317 ten oosten van P+R Kardinge is nu onderdeel van lijn 3. De lijn ontstond tegelijkertijd met Q-link lijnen 3, 5 en 15. Tussen 2014 en 2016 zijn er praktisch geen wijzigingen aan de lijn gedaan. Het enige is dat de halte Bedrijven Peizerweg is toegevoegd bij de busstalling van Qbuzz aan de Peizerweg. Op 8 mei 2016 werd de nieuwe busbaan tussen de Paterswoldseweg en het hoofdstation in gebruik genomen. Hierdoor verviel de halte Kamerlingh Onnesstraat. Op 3 september 2017 werd lijn 4 ingekort van Dorth naar Kastelenlaan en werd bij de laatste halte een nieuw busstation gebouwd. Tevens verviel de halte Havezathenlaan.

## Huidige situatie
- Van maandag t/m vrijdag rijdt de lijn overdag 4x/uur. 's Avonds rijdt de lijn slechts 2x/uur. Op zaterdag en zondag rijdt de bus 2x/uur tot aan Roden en 2x/uur naar P+R Hoogkerk.
- In de middagspits, uitsluitend op schooldagen, beginnen drie ritten in Lewenborg en rijden vanaf P+R Kardinge naar Roden.
- Op zaterdagen buiten de zomervakantie rijdt tussen 9:00 en 17:00 uur de helft van het aantal ritten enkel tussen P+R Hoogkerk en Beijum. Vóór deze tijdsperiode wordt 2x/uur de gehele route gereden.
- Op zaterdagen in de zomervakantie wordt tussen 9:00 en 17:00 uur 3x/uur de gehele route gereden; daarbuiten wordt slechts 2x/uur gereden.
- Op zondag tussen 12:00 en 17:30 uur rijden extra ritten tussen het Hoofdstation en Beijum, waardoor op dat traject een 10/20-minutendienst wordt gereden. Deze ritten rijden ook in de vakanties.

## Zie ook

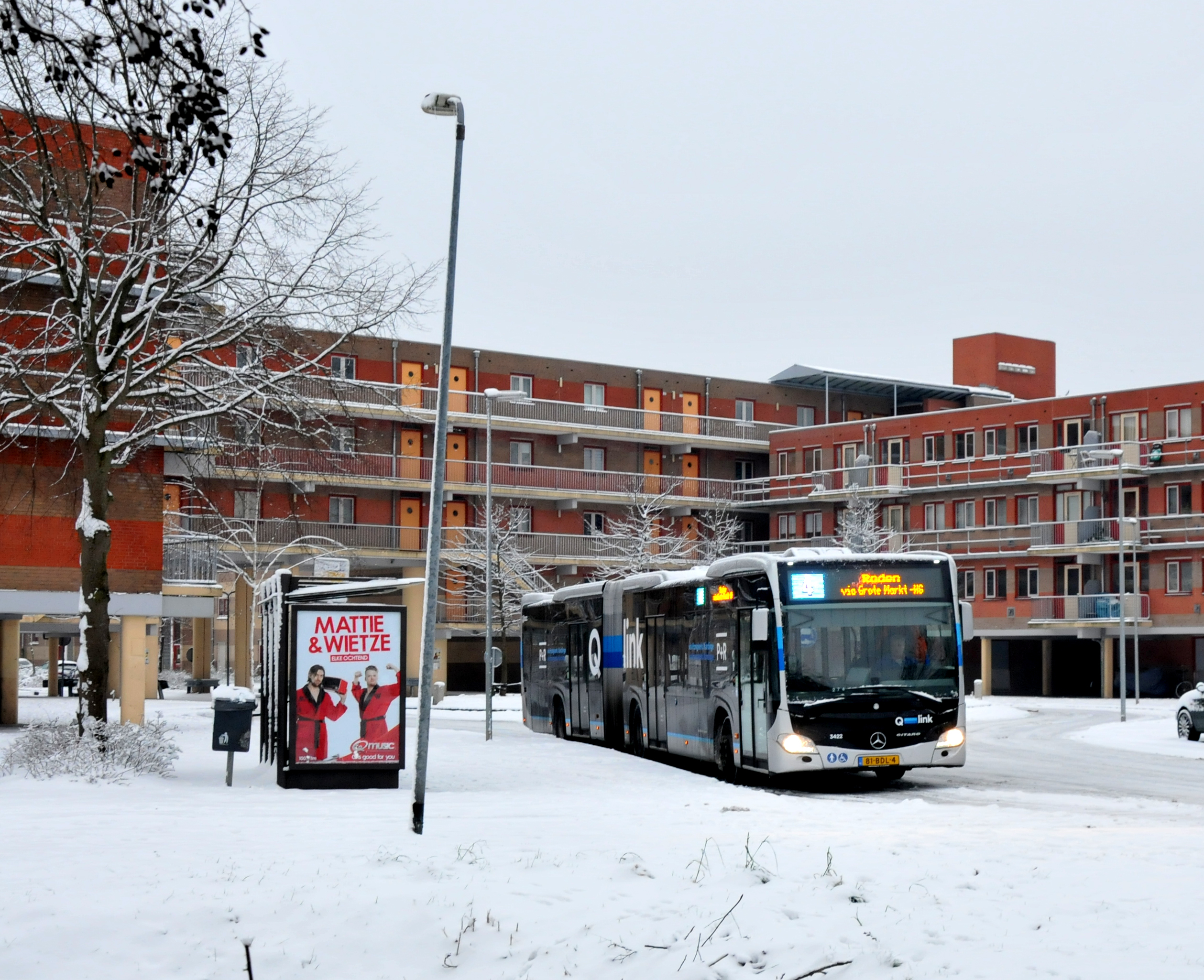
Q-link lijn 4 op het eindpunt Wibenaheerd in Beijum